# 2014年九龍江巴士事故
2014年九龍江巴士事故，是指2014年5月23日12時45分許，發生在福建漳州的事故，一輛遊覽車(或稱旅遊巴士)因天雨路滑墜入九龍江，共造成7人落水，19人受傷，落水7人被中國大陸救難人員打撈上岸時，已無生命跡象，確認死亡，死者均為台灣人。

## 事故經過
由來自桃園縣、新竹縣與苗栗縣的老年人為主，參加了五福旅行社主辦的「金廈土樓連氏溫泉樂翻天4日遊」旅行團，於5月22日由松山機場出發，原訂進行4天旅遊行程，5月23日為第二天。原本預定要去「永定世界文化遺產土樓民俗村」，因為梅雨季降下大豪雨，永定土樓發生坍方，臨時改去華安土樓。參觀完畢回程途中，因路滑車子墜入九龍江中。

## 各方反應

### 國台辦
國台辦主任張志軍於晚間發表聲明，「对此次不幸事件中遇难的台胞表示哀悼，对其家属及受伤人员表示慰问。」，他並要求「台办在当地政府指挥下配合做好救治受伤台胞工作，协助查明事故原因，妥善处理善后。」

### 海基會
海基會在晚上發布了新聞稿。稱：「據瞭解26名團員中19人獲救，7人死亡。」，漳州台商協會何希灝榮譽會長已代表海基會至漳州市立醫院慰問受傷旅客。

## 台灣旅客在中國大陸遇難的事故或事件
- 千島湖事件
- 廣州空難

## 另見
- 福建土樓